# Etha striatifrons
Etha striatifrons là một loài tò vò trong họ Ichneumonidae.